# Elsa Jacquemot
Elsa Jacquemot (Lione, 3 maggio 2003) è una tennista francese.

## Carriera
Elsa Jacquemot ha vinto 2 titoli in singolare nel circuito ITF in carriera. 

### 2020: Debutto nel WTA Tour e Campionessa Slam Junior
Elsa a fatto il suo debutto in un torneo del circuito maggiore all'Open 6ème Sens Métropole de Lyon 2020 nella specialità del doppio, insieme alla connazionale Estelle Cascino, dove sono state sconfitte dalle romene Andreea Mitu e Raluca Olaru al super-tiebreak.
Le viene assegnata una wildcard per gli Ppen di Francia 2020, dove viene sconfitta dalla qualificata Renata Zarazúa nel primo turno in due set. Nell'edizione del Singolare ragazze junior, vince il torneo battendo in finale la russa Alina Čaraeva in tre set.

### 2021-2023: Prima vittoria in uno Slam e prima finale WTA 125
Le viene assegnata una wildcard per gli Ppen di Francia 2021, dove viene subito eliminata dalla testa di serie numero 21 Elena Rybakina in due set.
Riceve una wildcard per il BNP Paribas Open 2021, compiendo il suo debutto in un main draw di un torneo WTA 1000, sconfitta all'esordio dall'ucraina Dajana Jastrems'ka in due set.
Ottiene un altro invito per l'Open 6ème Sens Métropole de Lyon 2022, ma anche in questa occasione viene eliminata nel primo turno dalla qualificata Stefanie Vögele in rimonta in tre set, dopo oltre due ore di gioco.
Sempre grazie ad una wildcard, prende parte agli Open di Francia 2022 ed ottiene la sua prima vittoria in un main draw di uno Slam, superando al primo turno la britannica Heather Watson con un doppio 6–3. Nel secondo turno esce sconfitta dalla ex numero 1 del mondo e testa di serie numero 21 Angelique Kerber in due set.
Nel dicembre 2022, Elsa vince il torneo ITF più importante della carriera nel W100 di Al Habtoor Tennis Challenge, a Dubai, sconfiggendo in finale la polacca Magdalena Fręch, risultato che le permette di entrare nelle prime 150 del ranking.
Supera le qualificazioni agli US Open 2023, facendo il suo debutto in questo major, dove viene sconfitta dall'ucraina Lesja Curenko nel primo turno in tre set.
Raggiunge la prima finale WTA 125 della carriera all'Open BLS de Limoges 2023, dopo aver sconfitto in serie la turca Berfu Cengiz, la terza testa di serie Arantxa Rus, la wildcard Anastasija Sevastova e la settima testa di serie Ėrika Andreeva, mentre in finale è stata sconfitta dalla spagnola testa di serie numero 5 Cristina Bucșa con il punteggio di 6–2, 1–6, 2–6.

### 2024: Primo titolo WTA 125 in doppio
Partecipa all'Open Capfinances Rouen Métropole 2024 grazie ad una wildcard, venendo subito sconfitta dalla polacca Magda Linette, poi finalista del torneo, in due set. Agli Open di Francia 2024 ottiene una wildcard e viene eliminata al primo turno dalla romena Ana Bogdan in due set, riuscendo comunque a rientrare nelle prime 150 del ranking alla fine del torneo.
Fa il suo debutto anche a Wimbledon 2024, terzo major della carriera, dopo essere stata ripescata come lucky loser (in seguito al ritiro di Viktoryja Azaranka), ma viene eliminata dalla ex numero 3 del mondo Sloane Stephens nel primo turno in due set.
Agli Internazionali Femminili di Palermo 2024 viene eliminata al primo turno dalla giocatrice di casa Lucia Bronzetti in tre set. La settimana seguente, al Livesport Prague Open 2024, ottiene la sua prima vittoria in un main draw WTA dal 2022 battendo la spagnola Jéssica Bouzas Maneiro nel primo turno in due set. Nel secondo turno viene sconfitta dalla terza testa di serie Anhelina Kalinina in tre set, perdendo per la terza volta su tre incontri giocati contro la tennista ucraina.
Dopo essersi qualificata per il Jasmin Open 2024, viene sconfitta in rimonta dalla slovacca Rebecca Šramková in tre set nel primo turno. Al Mérida Open Akron 2024 ottiene la seconda vittoria WTA in stagione, la terza complessiva, superando la statunitense Robin Montgomery al tiebrek del terzo set. Nel secondo turno cede all'eventuale vincitrice del torneo Zeynep Sönmez in due set.
Al Open BLS de Limoges 2024 raggiunge la semifinale nel singolare (battendo in serie la russa Anastasija Tichonova, l'ottava testa di serie Anastasija Zacharova e la lucky loser Manon Léonard) venendo sconfitta dalla svizzera Céline Naef. Nel tabelone di doppio, vince il primo titolo WTA 125 della carriera in coppia con la connazionale Margaux Rouvroy, sconfiggendo in finale la russa Ėrika Andreeva e la francese Séléna Janicijevic con il punteggio di 6–4, 6–3.

### 2025: Terzo turno in uno Slam e Top 100
Nel mese di febbraio 2025, Elsa vince il secondo titolo ITF della carriera nel W75 al Leszno Open, sconfiggendo in finale la cinese Gao Xinyu, dopo oltre due anni di digiuno, avvicinandosi al suo best ranking posizionandosi al numero 140 (solo tre posti in meno).
Ottiene una wildcard per l'Open Capfinances Rouen Métropole 2025, dove viene eliminata nel primo turno dalla romena Elena-Gabriela Ruse, in rimonta in tre set.
Sempre entrando in tabellone con una wildcard, Elsa ottiene il miglior risultato in carriera a livello Slam agli Open di Francia 2025, battendo nel primo turno l'ex numero 3 del mondo Maria Sakkarī e la statunitense Alycia Parks, raggiungendo per la prima volta in carriera il terzo turno in un major. In questa circostanza viene sconfitta dalla connazionale anch'essa wildcard, e poi semifinalista del torneo, Loïs Boisson in tre set.
Accede nel main draw di Wimbledon 2025 superando le qualificazioni, ed ottiene la sua prima vittoria in carriera nel main draw su erba battendo la testa di serie numero 27 Magda Linette in tre set. Nel secondo turno viene eliminata dalla futura semifinalista Belinda Bencic in tre set, dopo aver vinto il primo.
Raggiunge la seconda finale WTA 125 della carriera al Grand Est Open 88 2025, dove è stata sconfitta in finale dalla britannica testa di serie numero 5 Francesca Jones. Questo risultato le permette di entrare per la prima volta in carriera nelle prime 100 della classifica, piazzandosi al numero 95 del ranking.
All'Omnium Banque Nationale 2025 si qualifica per il main draw e viene sconfitta nel primo turno dalla wildcard di casa Rebecca Marino in due set, dopo aver mancato un vantaggio di 5-3 nel primo parziale. Supera le qualificazioni anche al Tennis in the Land 2025, e in questo caso elimina al primo turno la cinese Zhu Lin in due set, la settima vittoria in carriera WTA.

## Circuito WTA 125

### Singolare

#### Sconfitte (2)
| N. | Data             | Torneo                           | Superficie  | Avversaria in finale | Punteggio     |
| 1. | 17 dicembre 2023 | Open de Limoges, Limoges         | Cemento (i) | Cristina Bucșa       | 6–2, 1–6, 2–6 |
| 2. | 13 luglio 2025   | Grand Est Open 88, Contrexéville | Terra rossa | Francesca Jones      | 4–6, 6(2)–7   |

### Doppio

#### Vittorie (1)
| N. | Data             | Torneo                   | Superficie  | Compagna        | Avversarie in finale              | Punteggio |
| 1. | 15 dicembre 2024 | Open de Limoges, Limoges | Cemento (i) | Margaux Rouvroy | Ėrika Andreeva Séléna Janicijevic | 6–4, 6–3  |

## Statistiche ITF

### Singolare

#### Vittorie (2)
| Torneo $100.000 (1) |
| Torneo $80.000 (0)  |
| Torneo $60.000 (1)  |
| Torneo $25.000 (0)  |
| Torneo $15.000 (0)  |

| N. | Data             | Torneo                             | Superficie  | Avversaria in finale | Punteggio |
| 1. | 11 dicembre 2022 | Al Habtoor Tennis Challenge, Dubai | Cemento     | Magdalena Fręch      | 7–5, 6–2  |
| 2. | 9 febbraio 2025  | Leszno Open, Leszno                | Cemento (i) | Gao Xinyu            | 6–4, 6–1  |

#### Sconfitte (3)
| Torneo $100.000 (0) |
| Torneo $80.000 (0)  |
| Torneo $60.000 (1)  |
| Torneo $25.000 (2)  |
| Torneo $15.000 (0)  |

| N. | Data            | Torneo                                                 | Superficie  | Avversaria in finale | Punteggio        |
| 1. | 27 giugno 2021  | Engie Open du Périgord, Périgueux                      | Terra rossa | Diane Parry          | 3–6, 1–6         |
| 2. | 6 febbraio 2022 | World Tennis Tour Movistar LG, Manacor                 | Cemento     | Andrea Lázaro García | 6–2, 6(2)–7, 1–6 |
| 3. | 2 febbraio 2025 | Engie Open Andrézieux-Bouthéon 42, Andrézieux-Bouthéon | Cemento (i) | Manon Léonard        | 6–1, 3–6, 4–6    |

### Doppio

#### Sconfitte (1)
| Torneo $100.000 (0) |
| Torneo $80.000 (0)  |
| Torneo $60.000 (0)  |
| Torneo $25.000 (0)  |
| Torneo $15.000 (1)  |

| N. | Data          | Torneo                                   | Superficie      | Compagna                    | Avversarie in finale                     | Score    |
| 1. | 13 marzo 2021 | Internationaux Féminins d'Amiens, Amiens | Terra rossa (i) | Victoria Jiménez Kasintseva | Seone Mendez María José Portillo Ramírez | 4–6, 3–6 |

## Grand Slam Junior

### Singolare

#### Vittorie (1)
| Tornei del Grande Slam  |
| ----------------------- |
| Australian Open (0)     |
| Open di Francia (1)     |
| Torneo di Wimbledon (0) |
| US Open (0)             |

| N. | Data            | Torneo                  | Superficie  | Avversaria in finale | Punteggio     |
| 1. | 10 ottobre 2020 | Open di Francia, Parigi | Terra rossa | Alina Čaraeva        | 4–6, 6–4, 6–2 |